# Tavira
Tavira este un oraș în Districtul Faro, Portugalia.